# Foton Smart Smurf E7
Foton Smart Smurf E7 и Foton Smart Smurf E5 (с укороченной колёсной базой) — малотоннажный грузовой электромобиль с электрическим освещением, разработанный и выпускаемый китайским автопроизводителем Foton Motor с 2022 года.

## Описание
Автомобили Foton Smart Smurf E7/E5 были запущены в производство в Китае 1 июня 2022 года. Foton Smart Smurf E7 и Foton Smart Smurf E5 — полностью электрические фургоны компании Foton, специально разработанные для нужд городской логистики и распределения.

## Технические характеристики
Foton Smart Smurf E7 оснащается аккумуляторами CATL ёмкостью 38,64—48,36 кВт·ч и синхронными электродвигателями с постоянными магнитами. Запас хода варьируется от 290 до 321 км.

## JMC E-Lushun
JMC E-Lushun, выпускающийся с ноября 2022 года компанией Jiangling Motors, является ребеджинговым вариантом Foton Smart Smurf E7. Автомобиль оснащён аккумулятором CATL ёмкостью 41,86 кВт·ч, антиблокировочной системой и системой распределения тормозных усилий. Мощность электродвигателя составляет 110 кВт, а крутящий момент — 225 Н·м. Максимальная скорость — 90 км/ч. Запас хода по циклу CLTC составляет 270 км.
- JMC E-Lushun
- Вид сзади

## Gonow Aoteng
Gonow Aoteng (新吉奥 奥腾) — второй после JMC E-Lushun ребеджинговый вариант Foton Smart Smurf E7. Автомобиль оснащается литий-железо-фосфатными аккумуляторами: аккумулятором CATL ёмкостью 50,23 кВт·ч, аккумулятором Suzhou Yuliang Battery Co., Ltd. ёмкостью 45,33 кВт·ч или же аккумулятором Gotion High tech Co Ltd ёмкостью 41,93 кВт·ч. Запас хода — 305 км.